# Pegomya latifrons
Pegomya latifrons är en tvåvingeart som beskrevs av Masayoshi Suwa 1984. Pegomya latifrons ingår i släktet Pegomya och familjen blomsterflugor. Inga underarter finns listade i Catalogue of Life.